# Бату-Тара
Бату-Тара, Батутара (индон. Gunung Batutara) — стратовулкан высотой 633 метра, расположенный на острове Комба в море Флорес, Индонезия. Находится в 50 километрах к северу от острова Лембата. Диаметр кратера составляет 900x700 метров. Подводная часть вулкана уходит на глубину 3000 метров. До высоты 50 метров вулкан покрывает растительность. Вулкан сложен калийными, лейцитовыми и базанитовыми вулканическими породами. Вулкан расположен на границе стыков тектонических Австралийской и Зондской плит. Вулкан впервые дал о себе знать в середине XIX века. В течение 150 лет вулкан дремал, пока в 2006 году началось извержение вулкана, которое длилось 3 года. Извержения имели как взрывной характер, так и стромболианский. В 2007 году в результате активной деятельности вулкана с острова Лембата было эвакуировано около 15 тысяч человек. Вулкан проявляет различную активность уже 6 лет. Последний выброс пепла на высоту 2,1 километра произошёл в период 22-28 августа 2012 года, достигший расстояния 110 километров западнее вулкана.